# Hambis (Argentine)
Pour les articles homonymes, voir Hambis.
Hambis, ou Colonia Hambis, est une localité rurale argentine située dans le département de Colón et dans la province d'Entre Ríos.
Dans la localité se trouve une entreprise spécialisée dans la production d'huile de colza. Elle possède une institution sportive qui joue dans la ligue de football locale. C'est aussi une région productrice de riz.

## Démographie
La population de la localité, c'est-à-dire sans tenir compte de la zone rurale, était de 72 habitants en 1991 et de 87 en 2001. La population de la juridiction du conseil d'administration était de 189 habitants en 2001.
Le conseil d'administration a été créé par le décret no 5322/1985 MGJE du 23 décembre 1985. Les limites de compétence du conseil d'administration ont été étendues par le décret no 5117/2002 MGJE du 6 décembre 2002.